# Żwirownia (Kutno)
Żwirownia – część miasta Kutna. Leży na północnym zachodzie miasta, na wschodnim brzegu rzeki Ochni. Rozpościera się wzdłuż północnej sekcji ulicy Jesiennej po granice miasta. 
Jest to obszar o charakterze wiejskim, historycznie powiązany z sąsiednimi miejscowościami Gołębiew Stary i Walentynów.
W latach 1975–1976 miejscowość należała administracyjnie do województwa płockiego.